# Ēriks Pētersons
Ēriks Pētersons   (Riga, 1 de gener de 1909 - Michigan, 29 de juny de 1987) fou un futbolista i jugador d'hoquei sobre gel letó de la dècada de 1930.
Fou 63 cops internacional amb la selecció de Letònia. Pel que fa a clubs, defensà els colors de RFK Riga.